# Кетрінн Валенте
Кетрінн Валенте (англ. Catherynne M. Valente, спр. ім'я Бетані Томас, англ. Bethany Thomas, нар. 5 травня 1979, Сіетл, Вашингтон, США) — американська письменниця, поетеса, літературний критик. Сповідниця творчих засад постмодернізму і фентезійної літератури. У своїх творах використовує фольклор та міфологію.

## Біографія
Народилася 5 травня 1979 року у Сіетлі, Вашингтон, США. Навчалася в Единбурзькому університеті та Університеті Сан-Дієго. Отримала диплом бакалавра з класичної філології (спеціалізувалася на лінгвістиці давньогрецької мови). Перед тим як стати письменницею, працювала ворожкою, телемаркетеркою, репетиторкою, бібліотекаркою, офіціанткою, акторкою та барменкою. Нині живе на острові поблизу берегів штату Мен.

## Творчість
Почала свою письменницьку кар'єру 2004 року, опублікувавши роман «Лабіринт». З того часу написала ще цілу низку романів та книжкових серій.
Дилогія «Казки сироти» («Казки сироти: У нічному саду» (2006) та «Казки сироти: У містах монет та прянощі» (2007)) основана та арабській збірці «Тисяча й одна ніч» та містить казки, які у саду дівчина-сирота розповідає молодому принцу. 2011 року світ побачив роман «Дівчина, яка об'їздила чарівну країну у човні власного виробництва », що входить до серії книг «Чарівна країна» та розповідає про пригоди дванадцятилітньої дівчинки, яка потрапляє до казкової країни та має повернути відьмину ложку, яка перебуває у руках Маркізи (твір перегукується з романом-казкою «Аліса в Країні Див»).
2013 року вийшла повість «Шестизарядна Білосніжка», яка зачіпає індіанську тематику, а у червні 2017 світ побачила повість «Рефрижераторні монологи», яка розповідає про життя шістьох дружин та дівчат супергероїв.
Валенте також пише вірші. Зокрема, 2008 року вийшла збірка поезії «Путівник казок, написаних крихкими діалектами».